# Watergroenhart
Watergroenhart (Acosmium nitens) (ook: zwampkaburi, zwarte zwampkabbes; Sranan watragrin) is een neotropische boomsoort. De boom meet 12 tot 40 meter in hoogte en de stam kan 60 cm in doorsnee zijn. Dode delen van de schors kunnen in lappen verwijderd worden. Eronder zijn heldergele delen met bruine strepen te zien. Het samengestelde blad bestaat uit elliptische blaadjes met gave randen. De bloeiwijze is vertakt. Er zijn talrijke geurige bloemen van ongeveer 6 mm lengte. Ze hebben 5 ongelijke vrije bloemblaadjes, wit of roomkleurig met 10 vrije meeldraden. Elke zaadpeul heeft 1-4 ronde glanzende bruinrode zaden.
Het verspreidingsgebied ligt in tropisch Zuid-Amerika: Colombia, Venezuela, de Guiana's, en het noorden van Brazilië.
Het is een boom van de laaglanden, eerder op zanderige bodem dan op klei. Hij wordt ook gevonden op beemden in galerijbos dat regelmatig overstroomt. De boom prefereert een constante vochtigheid. De boom bezit vaak wortelknobbeltjes waarin stikstofbindende bacteriën en mycorrhiza-schimmels de plant voorzien van meststoffen die in de bodem vaak schaars zijn. De boom levert wit hout dat goed bestand is tegen schimmels en insecten en in de bouw, bruggenbouw en voor boten gebruikt wordt. De boom is ook belangrijk als schaduwboom.